# ISO 3166-2:AZ
Die Liste der ISO-3166-2-Codes für  Aserbaidschan enthält die Codes für die 66 Rayons, elf Städte und eine autonome Region.

Die Codes bestehen aus zwei Teilen, die durch einen Bindestrich voneinander getrennt sind. Der erste Teil gibt den Landescode gemäß ISO 3166-1 (für  Aserbaidschan AZ), der zweite den Code für die Verwaltungseinheit wieder.
Die aktuellen Codes stehen auf der Seite der ISO unter #iso:code:3166:AZ zur Verfügung.

## Kodierliste

Rayons, Städte und autonome Region in Aserbaidschan

### Rayons
| Rayon             | Region              |
| ----------------- | ------------------- |
| Abşeron           | AZ-ABS              |
| Ağcabədi          | AZ-AGC              |
| Ağdam             | AZ-AGM              |
| Ağdaş             | AZ-AGS              |
| Ağdərə            | noch nicht vergeben |
| Ağstafa           | AZ-AGA              |
| Ağsu              | AZ-AGU              |
| Astara            | AZ-AST              |
| Babək 1           | AZ-BAB              |
| Balakən           | AZ-BAL              |
| Beyləqan          | AZ-BEY              |
| Bərdə             | AZ-BAR              |
| Biləsuvar         | AZ-BIL              |
| Cəbrayıl          | AZ-CAB              |
| Cəlilabad         | AZ-CAL              |
| Culfa 1           | AZ-CUL              |
| Daşkəsən          | AZ-DAS              |
| Füzuli            | AZ-FUZ              |
| Gədəbəy           | AZ-GAD              |
| Goranboy          | AZ-GOR              |
| Göyçay            | AZ-GOY              |
| Göygöl            | AZ-GYG              |
| Hacıqabul         | AZ-HAC              |
| İmişli            | AZ-IMI              |
| İsmayıllı         | AZ-ISM              |
| Kəlbəcər          | AZ-KAL              |
| Kəngərli 1        | AZ-KAN              |
| Kürdəmir          | AZ-KUR              |
| Laçın             | AZ-LAC              |
| Lerik             | AZ-LER              |
| Lənkəran          | AZ-LAN              |
| Masallı           | AZ-MAS              |
| Neftçala          | AZ-NEF              |
| Oğuz              | AZ-OGU              |
| Ordubad 1         | AZ-ORD              |
| Qax               | AZ-QAX              |
| Qazax             | AZ-QAZ              |
| Qəbələ            | AZ-QAB              |
| Qobustan (Mərəzə) | AZ-QOB              |
| Quba              | AZ-QBA              |
| Qubadlı           | AZ-QBI              |
| Qusar             | AZ-QUS              |
| Saatlı            | AZ-SAT              |
| Sabirabad         | AZ-SAB              |
| Salyan            | AZ-SAL              |
| Samux             | AZ-SMX              |
| Sədərək 1         | AZ-SAD              |
| Siyəzən           | AZ-SIY              |
| Şabran            | AZ-SBN              |
| Şahbuz 1          | AZ-SAH              |
| Şamaxı            | AZ-SMI              |
| Şəki              | AZ-SAK              |
| Şəmkir            | AZ-SKR              |
| Şərur 1           | AZ-SAR              |
| Şuşa              | AZ-SUS              |
| Tərtər            | AZ-TAR              |
| Tovuz             | AZ-TOV              |
| Ucar              | AZ-UCA              |
| Xaçmaz            | AZ-XAC              |
| Xızı              | AZ-XIZ              |
| Xocalı            | AZ-XCI              |
| Xocavənd          | AZ-XVD              |
| Yardımlı          | AZ-YAR              |
| Yevlax            | AZ-YEV              |
| Zaqatala          | AZ-ZAQ              |
| Zəngilan          | AZ-ZAN              |
| Zərdab            | AZ-ZAR              |

1 Rayon der Autonomen Republik Nachitschewan (NX)

### Städte
| Stadt      | Region |
| ---------- | ------ |
| Bakı       | AZ-BA  |
| Gəncə      | AZ-GA  |
| Lənkəran   | AZ-LA  |
| Mingəçevir | AZ-MI  |
| Naftalan   | AZ-NA  |
| Naxçıvan 1 | AZ-NV  |
| Şəki       | AZ-SA  |
| Sumqayıt   | AZ-SM  |
| Şirvan     | AZ-SR  |
| Xankəndi   | AZ-XA  |
| Yevlax     | AZ-YE  |

1 Stadt der Autonomen Republik Nachitschewan (NX)

### Autonome Republik
| Republik      | Region |
| ------------- | ------ |
| Nachitschewan | AZ-NX  |